# Stenodyneroides imitator
Stenodyneroides imitator är en stekelart som beskrevs av Giordani Soika 1983. Stenodyneroides imitator ingår i släktet Stenodyneroides och familjen Eumenidae. Inga underarter finns listade i Catalogue of Life.